# Gotico baltico

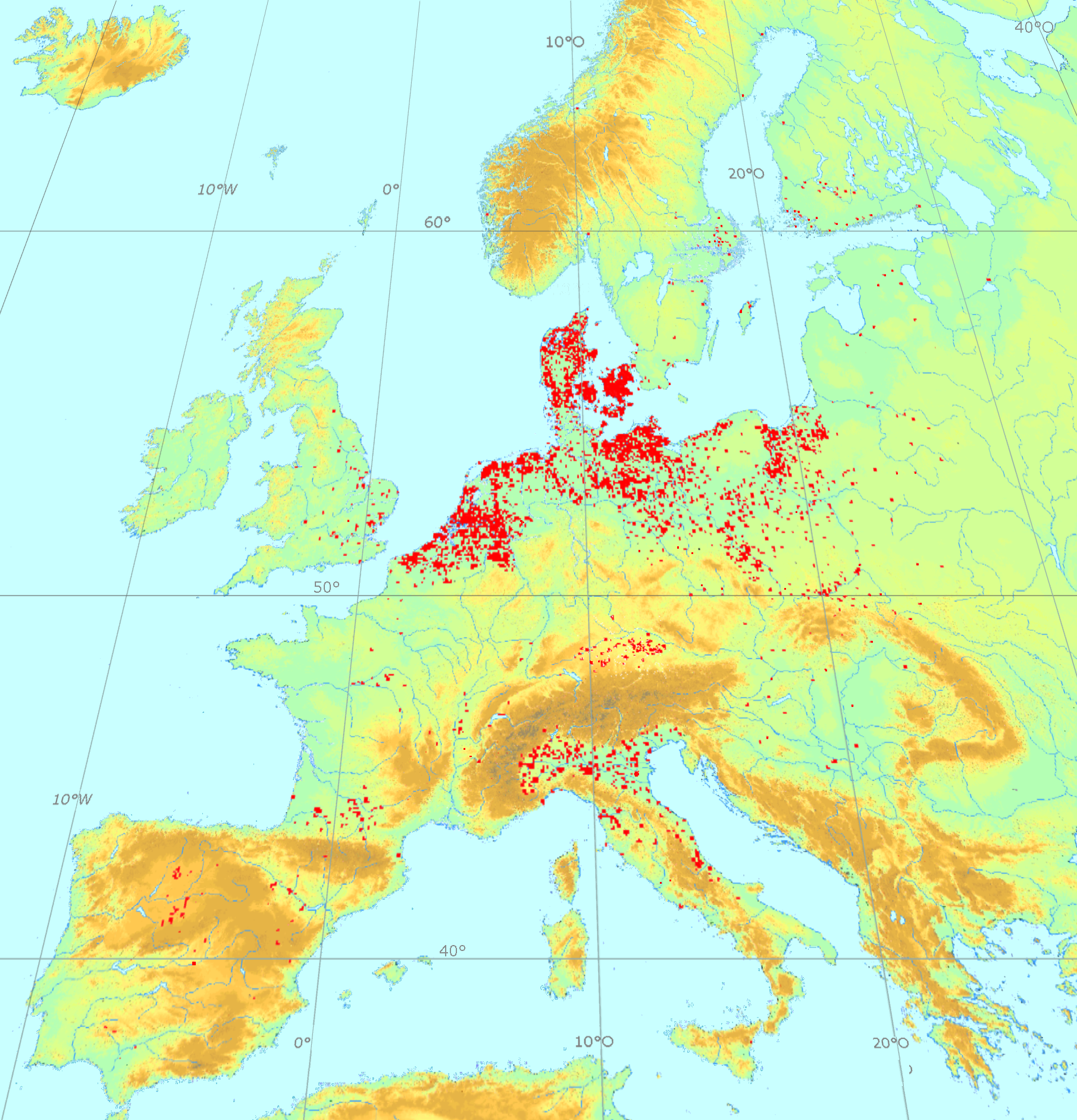
La geografia delle architetture gotiche di laterizi consiste in una grande regione settentrionale e diverse regioni meridionali.

Il termine Gotico baltico, nelle lingue locali indicato sempre come Gotico dei mattoni (in tedesco Backsteingotik, in polacco Gotyk ceglany, in neerlandese Baksteengotiek, in inglese Brick Gothic), indica lo stile architettonico degli edifici in stile gotico costruiti con mattoni a vista. È particolarmente diffuso nella Germania settentrionale, nella regione del Mar Baltico e nei Paesi Bassi.

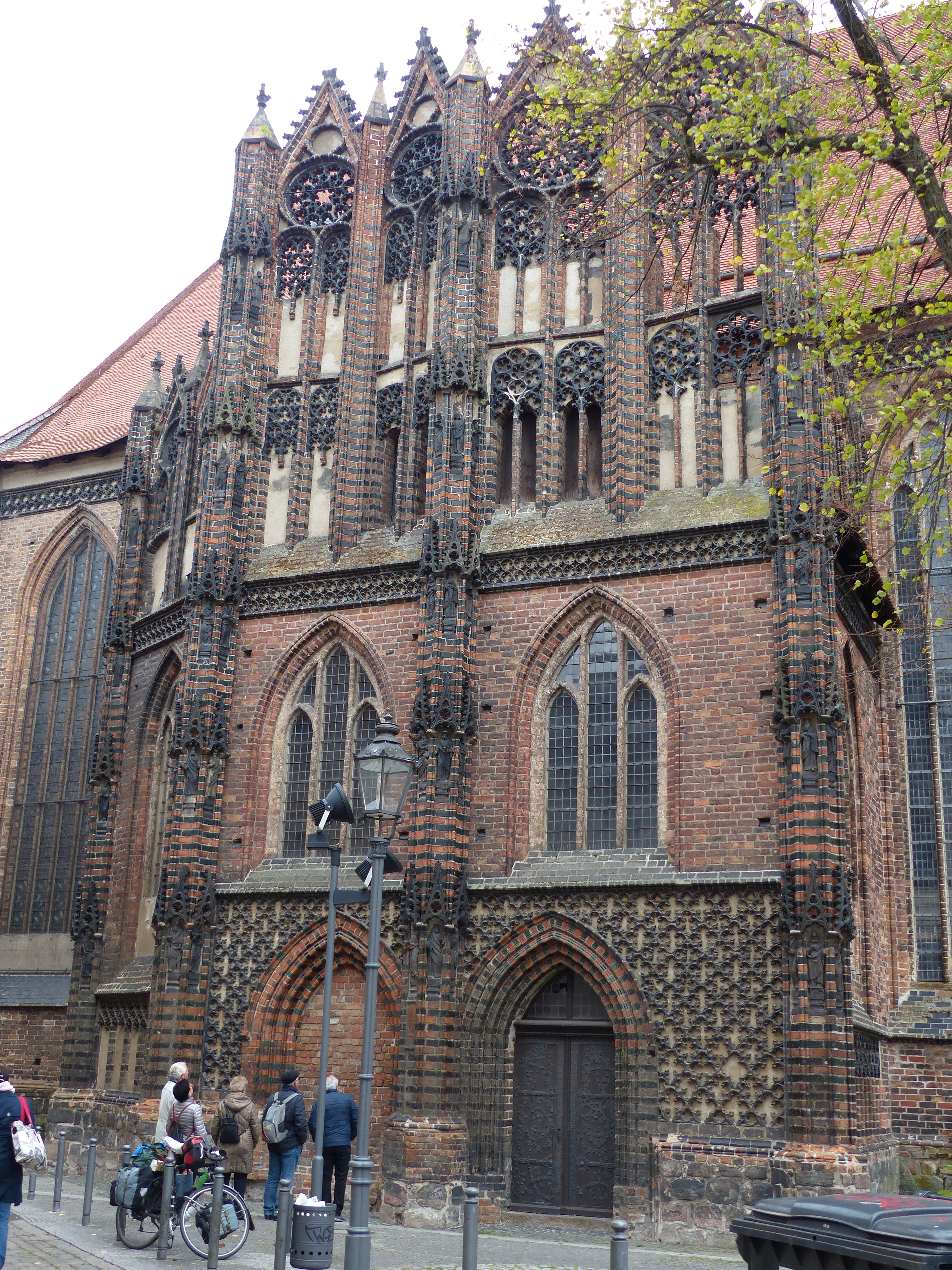
Capella settentrionale della Chiesa di Santa Catarina di Brandeburgo sulla Havel (di Heinrich Brunsberg)

Le aree coinvolte in questa forma di architettura medievale si affacciano sul mar Baltico e sul Mare del Nord e, da un punto di vista politico, comprendevano gli stati settentrionali del Sacro Romano Impero, le città della Lega Anseatica, i possedimenti dell'Ordine Teutonico. Il periodo interessato va dal XIII secolo al XVI secolo.

## Caratteristiche
Molti esempi di edifici ascrivibili allo stile gotico baltico sono costruiti interamente in laterizio, ma non è la loro sola caratteristica distintiva. Questa architettura è una rielaborazione originale e per certi aspetti molto distante dall'iniziale gotico francese. 
Generalmente assai sobrio, l'edificio baltico prevede decorazioni concentrate piuttosto sui suoi frontoni, spesso molto imponenti, e sulle torri. Spesso le chiese prevedono un westwerk a torri gemelle e presentano piante a croce latina o basilicali divise in più navate. 
L'alzato ricorre spesso al tipo hallenkirche, con le volte delle navate laterali e centrale della stessa altezza. 
All'interno, molto luminoso, le decorazioni si concentrano piuttosto sul mobilio (organo, altari, pulpiti) e sulle volte. Quest'ultime si presentano anche policromatiche grazie all'impiego di materiali diversi (pietra, intonaco) o di decorazioni pittoriche. Le volte assumono spesso forme elaborate che raggiungono il loro tripudio in epoca tardogotica. Allora si distinguono volte a stella, a celle (Chiesa di Santa Maria a Danzica), o anche reticolate.
I tetti appaiono molto imponenti e spioventi, con coperture a tegole rosse, scure o di lastre metalliche (rame, piombo, zinco).

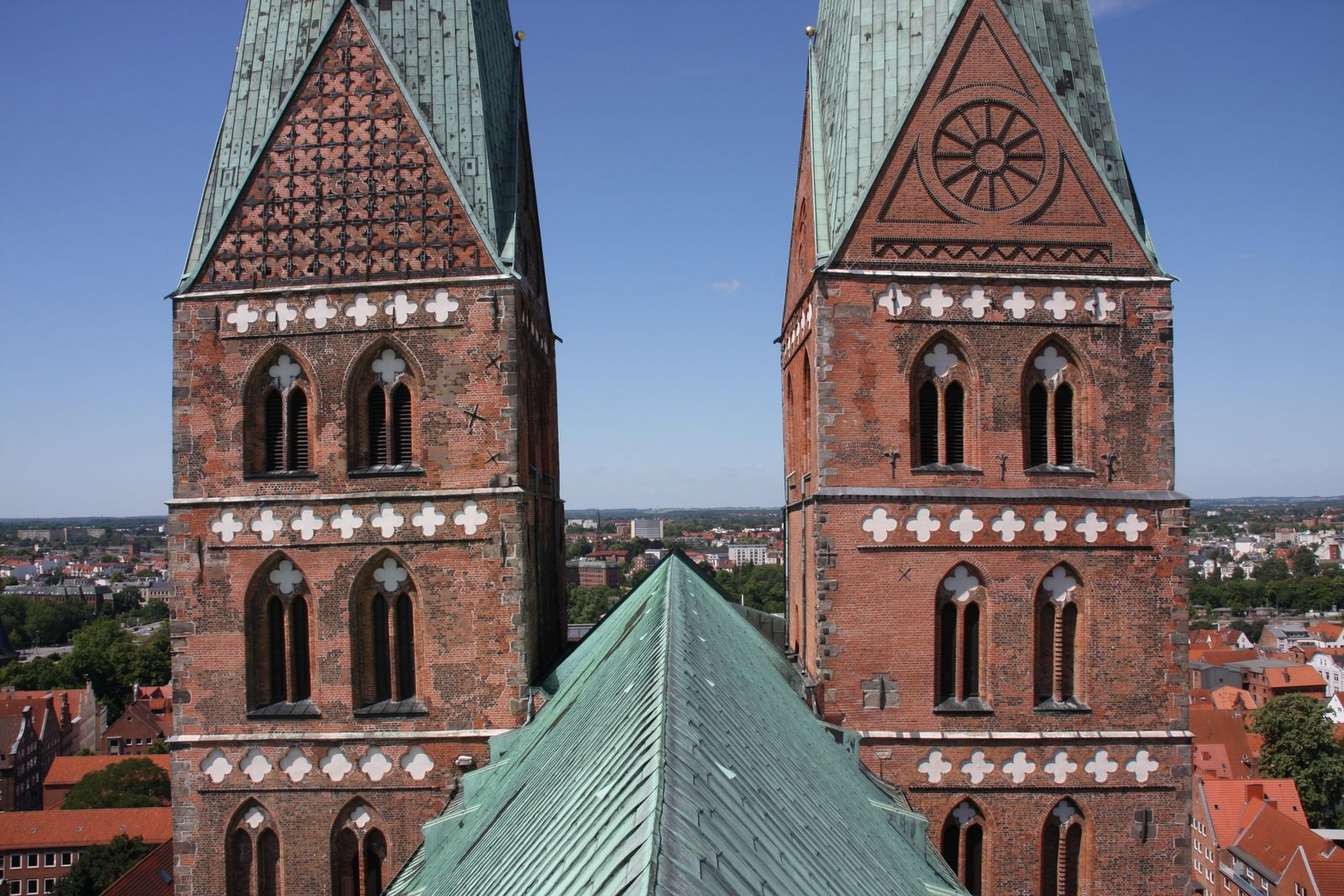
Campanili di Santa Maria di Lubecca, con granito nei canti
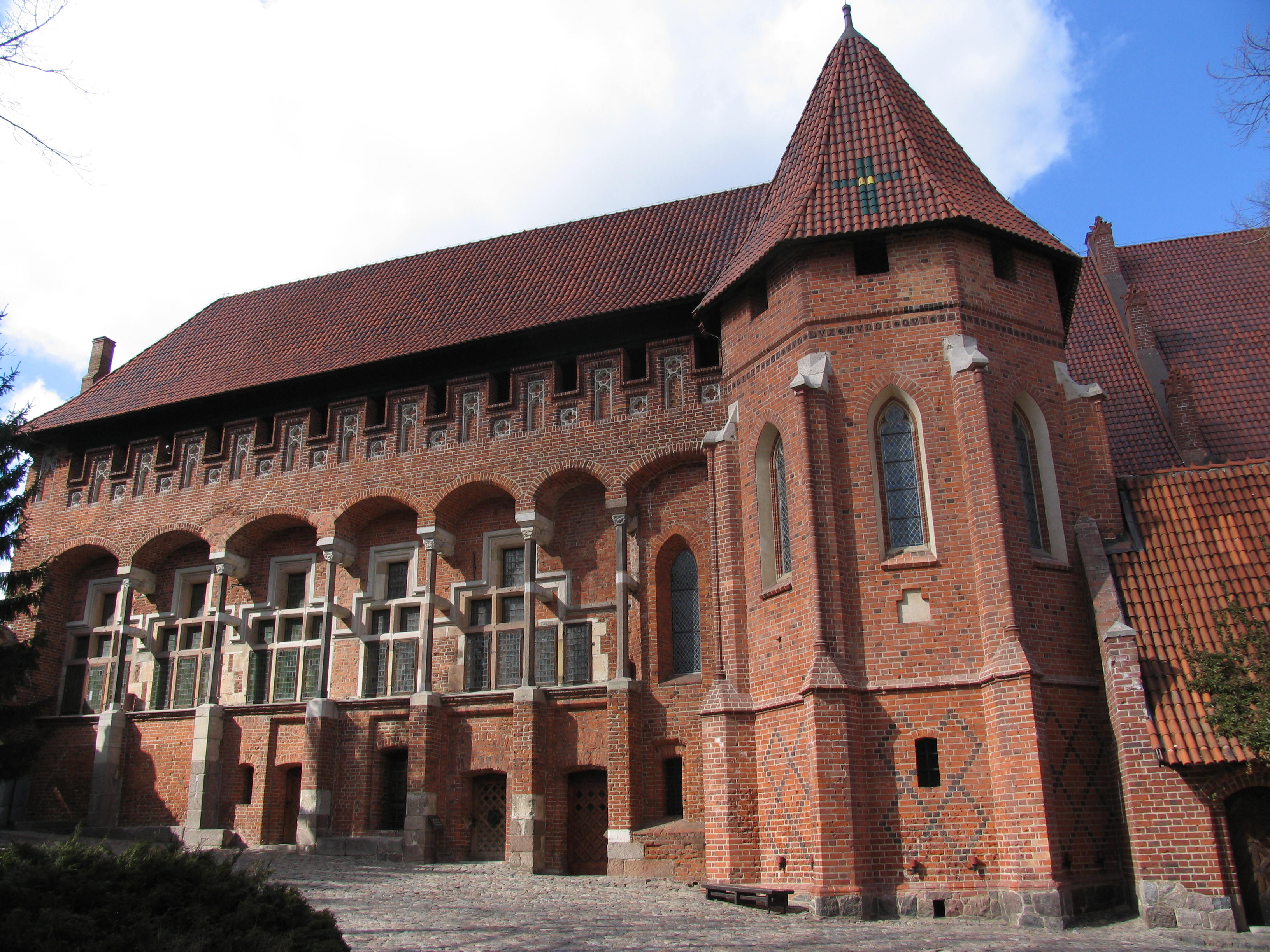
Palazzo priorale del Castello di Malbork, con pilastri di granito
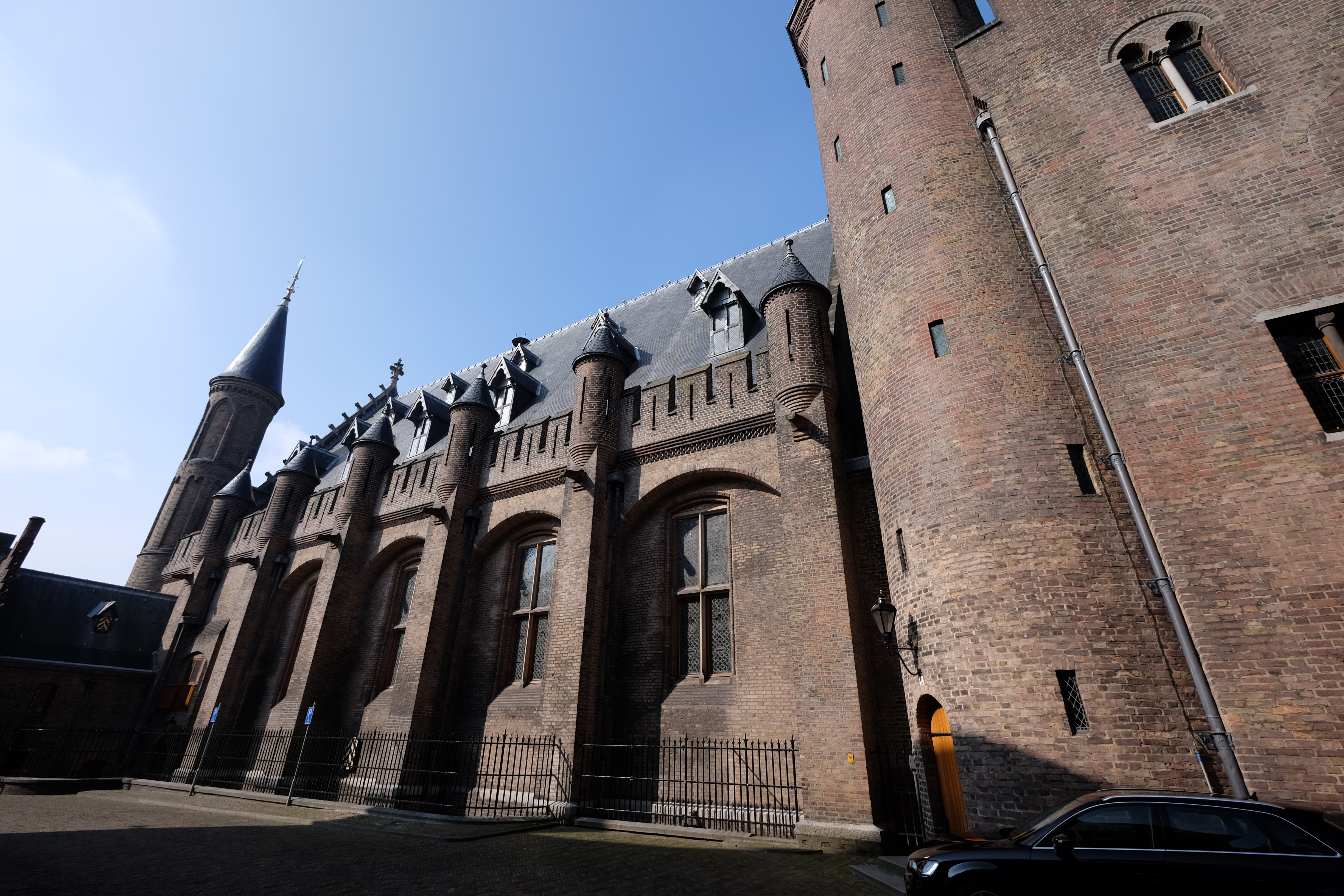
Fianco laterale della Sala dei Cavalieri nel Binnenhof all'Aia
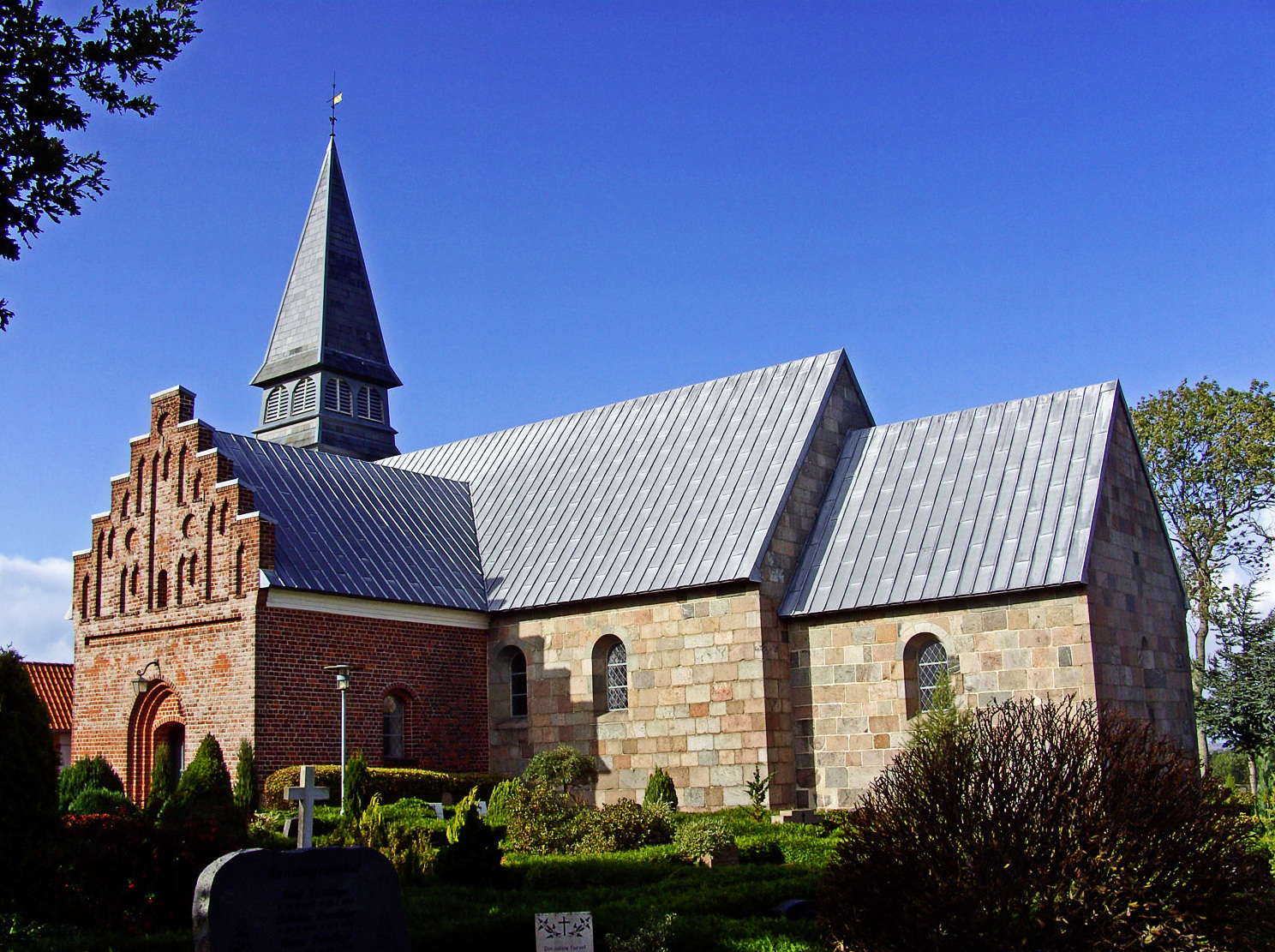
Chiesa di Ørum, comune di Randers, Danimarca

## Gotico settentrionale in mattoni in altri Stati

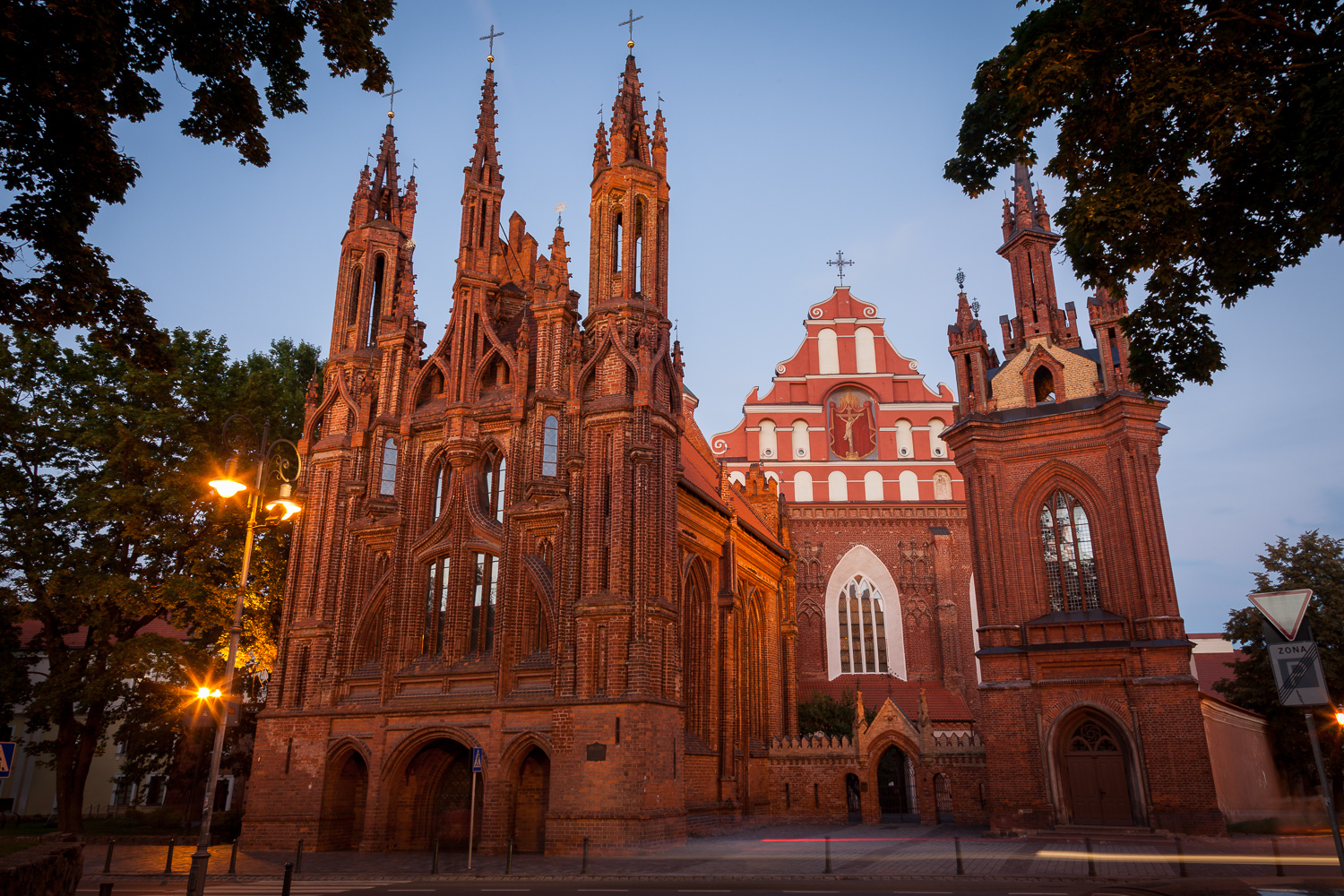
Il complesso della Chiesa di Sant'Anna con Monastero dei Bernardini a Vilnius, Lituania

Il termine gotico baltico viene tipicamente associato a paesi come la Germania, Polonia, Danimarca, Svezia, Finlandia, Estonia, Lettonia, Lituania e la Russia con l'Oblast' di Kaliningrad, all'epoca il nord della Prussia Orientale. Questo elenco non è però esaustivo: costruzioni gotiche in laterizi si trovano anche nei Paesi Bassi, nel Belgio, specialmente la Fiandre, e la parte più settentrionale della Francia, la Fiandre francesi e altre parti dell'Artois storico. Si distinguono poi differenti stili regionali sia nelle regioni del mar Baltico sia nelle regioni del Mare del Nord.

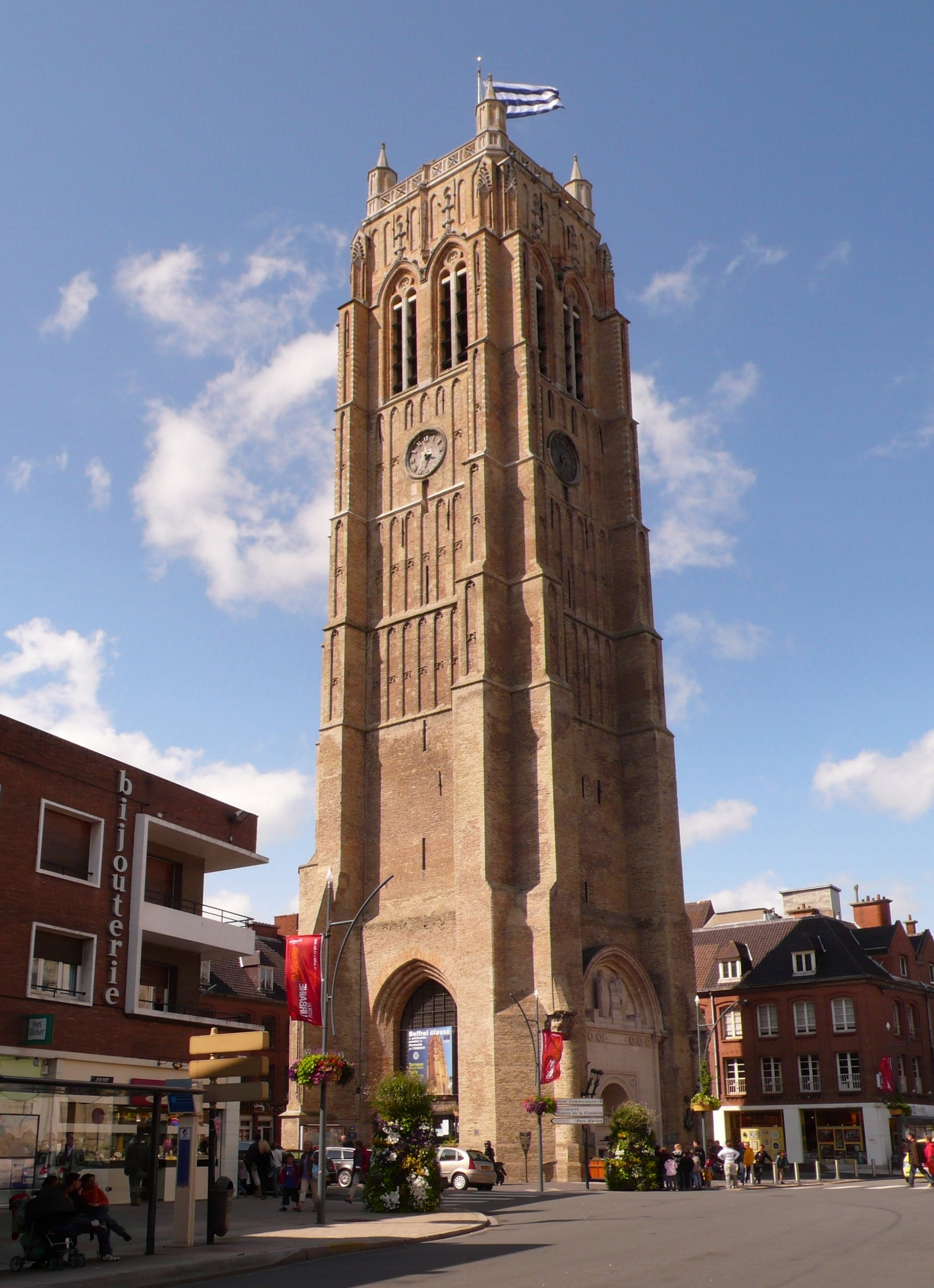
Campanile di Dunkerque nella Fiandre francesi
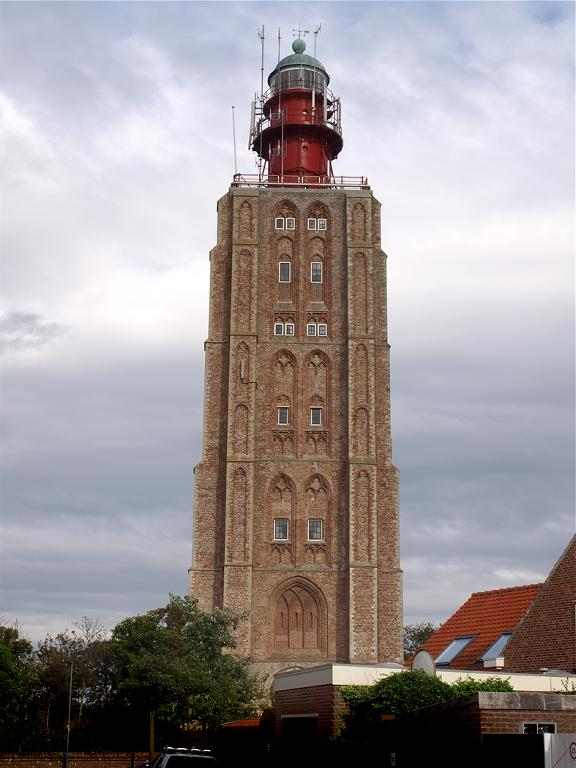
Faro (ex-campanile) di Weskapelle nella Zelanda, Paesi Bassi
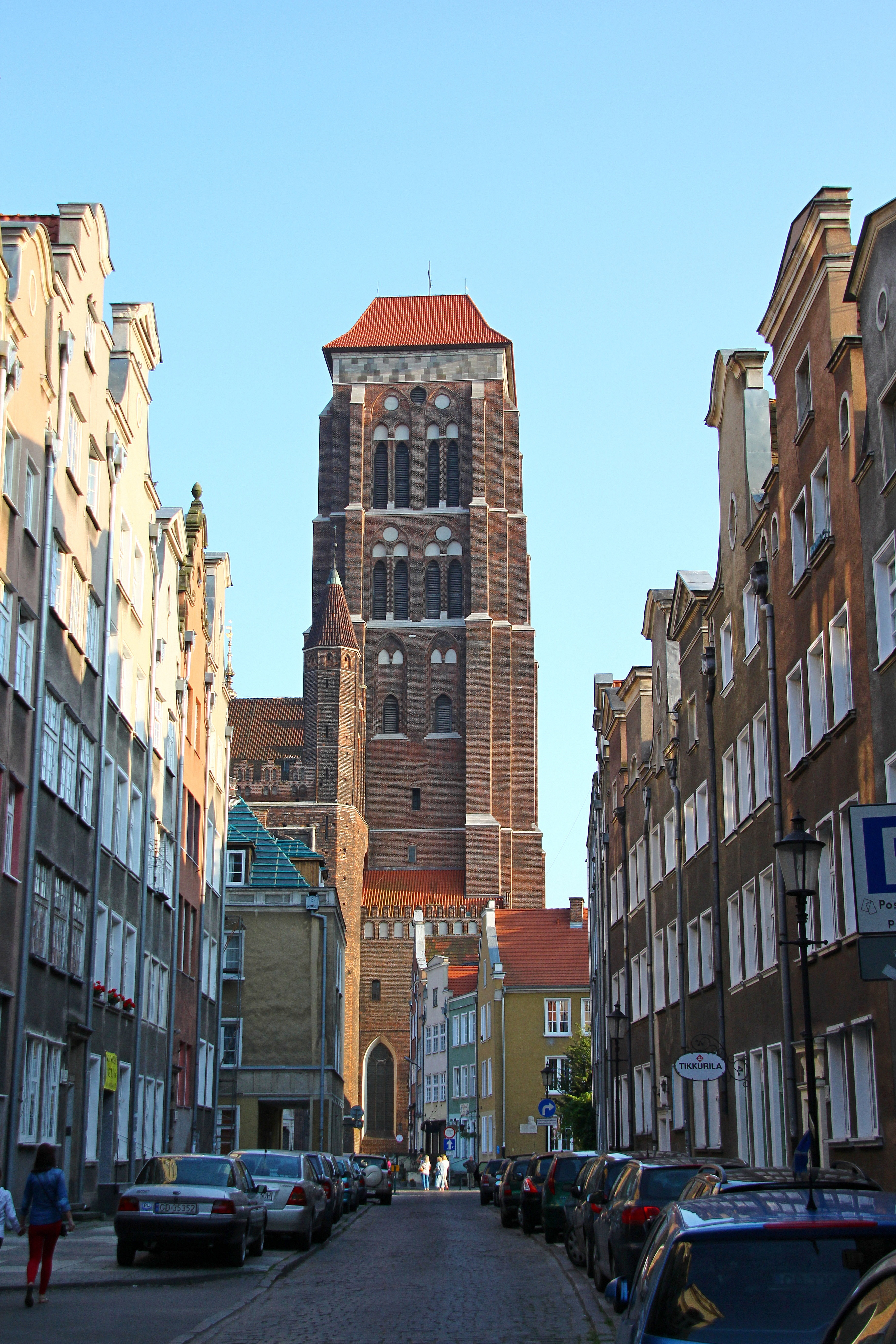
Campanile di Santa Maria, Danzica, Polonia
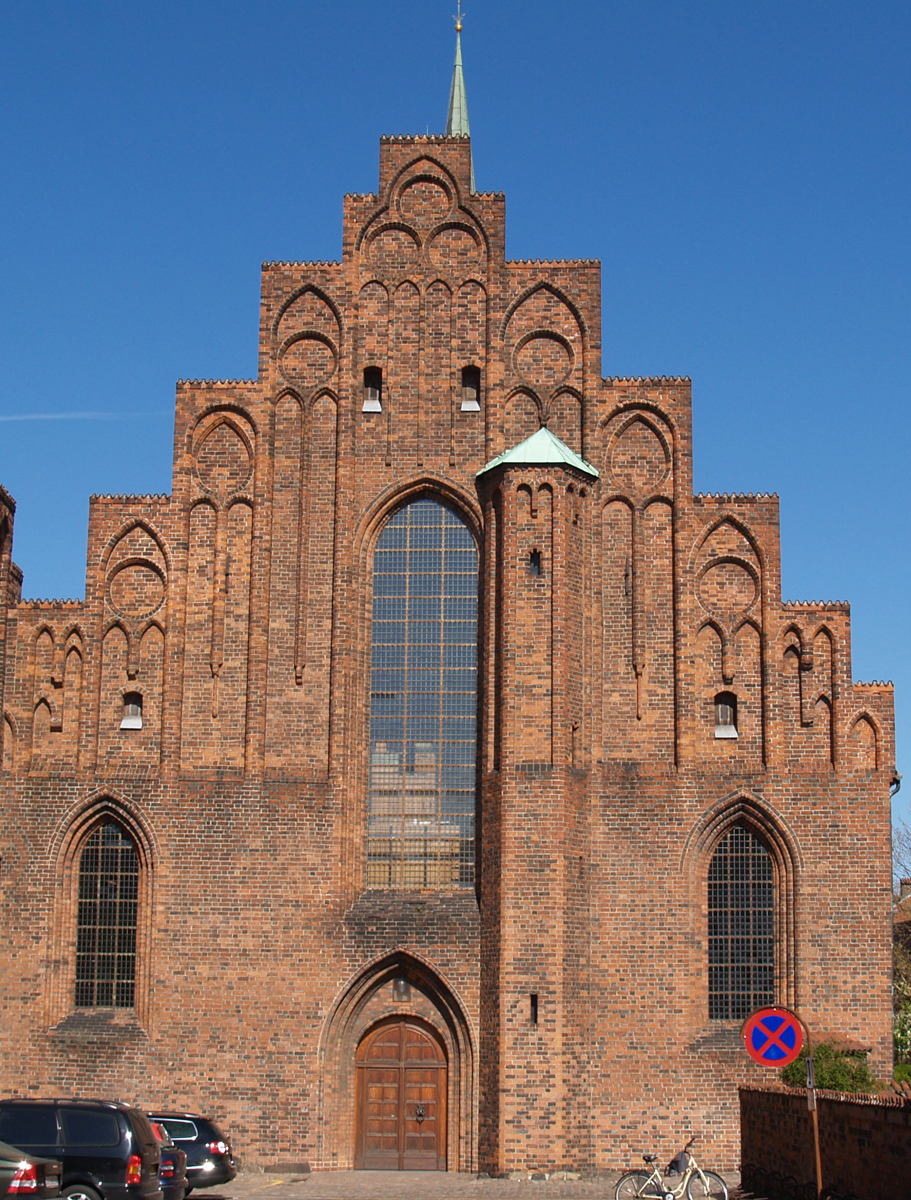
Chiesa di Santa Maria di Helsingør, Danimarca

## La Chiesa di Santa Maria di Lubecca e le Marienkirche baltiche

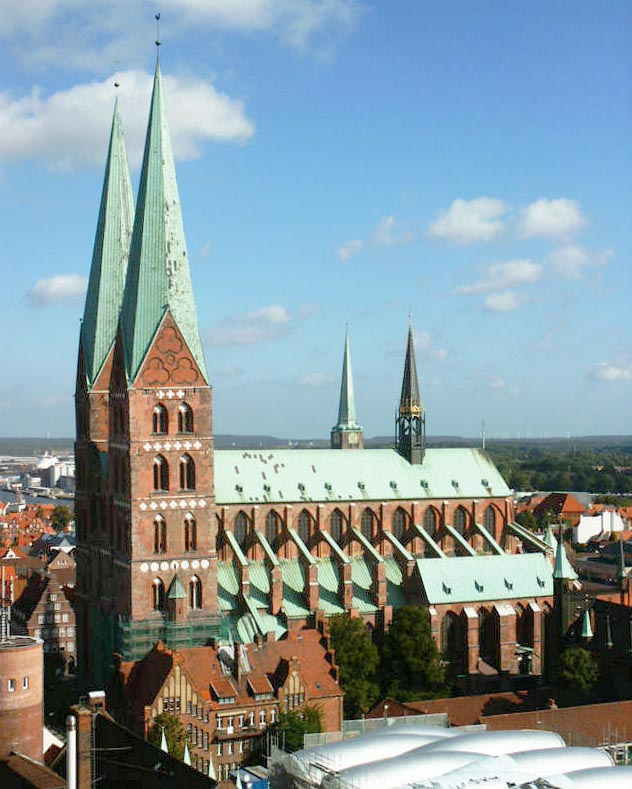
Chiesa di Santa Maria di Lubecca vista da sud

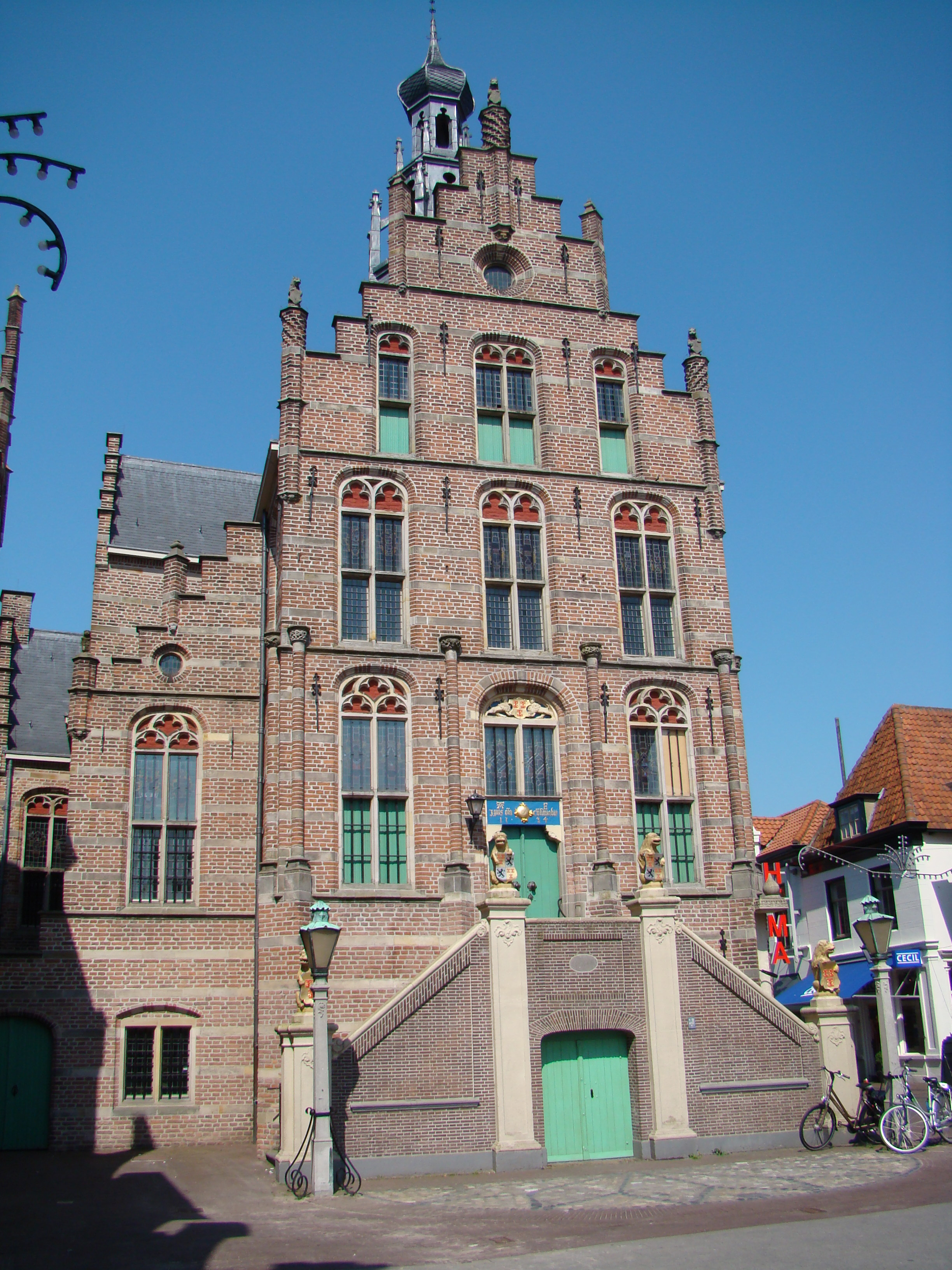
Municipio di Culemborg, Paesi Bassi

La chiesa di Santa Maria di Lubecca (Marienkirche) è l'edificio che avrà il maggiore influsso nell'architettura ecclesiastica dell'Europa del nord, e diventerà il modello di riferimento per tutta questa area e per le numerose "Marienkirche" della Germania del nord.
La città di Lubecca era divenuta città libera dell'Impero nel 1226, era il maggiore centro della Lega anseatica, e il vescovo di Lubecca non era un principe territoriale. Il potere politico era nelle mani dei mercanti anseatici che promossero la costruzione della chiesa parrocchiale di Santa Maria, nel centro della città e più grande della cattedrale, il Duomo dei santi Giovanni Battista, Biagio, Maria e Nicola, situata in posizione periferica, come simbolo della loro autonomia dal vescovo, che per qualche tempo fu anche allontanato dalla città.
La costruzione ebbe inizio nel 1220. Dapprima si pensò ad una chiesa a sala, con una torre unica in facciata, ma poi il progetto venne sostituito da uno più grandioso a pianta basilicale. La chiesa venne realizzata con due enormi torri in facciata, che terminano con due alte guglie ottagonali. La decorazione è costituita prevalentemente da motivi geometrici in laterizio, senza che venga interrotta la compatta massa muraria. Anche i contrafforti e gli archi rampanti sono costituiti da strutture semplici, che esaltano il grande volume dell'edificio in mattoni, sul quale si aprono grandi finestre anch'esse basate su forme geometriche semplici. La chiesa si affianca al municipio anch'esso in mattoni e dotato da numerose torrette terminanti in guglie in rame che, in scala minore, riprendono le guglie di Santa Maria. L'effetto sul profilo della città è molto suggestivo, che ha un aspetto quasi fiabesco e fantasmagorico.
L'interno riprende lo schema basilicale francese con deambulatorio e cappelle radiali, con una spettacolare navata centrale alta circa 40 metri, impostata su alti pilastri, e con grandi finestre nel claristorio privo di triforio, sostituito da una bassa galleria. Viene abbandonata quindi la tradizionale tripartizione dell'interno, per ottenere uno spazio semplice, grandioso e luminoso.

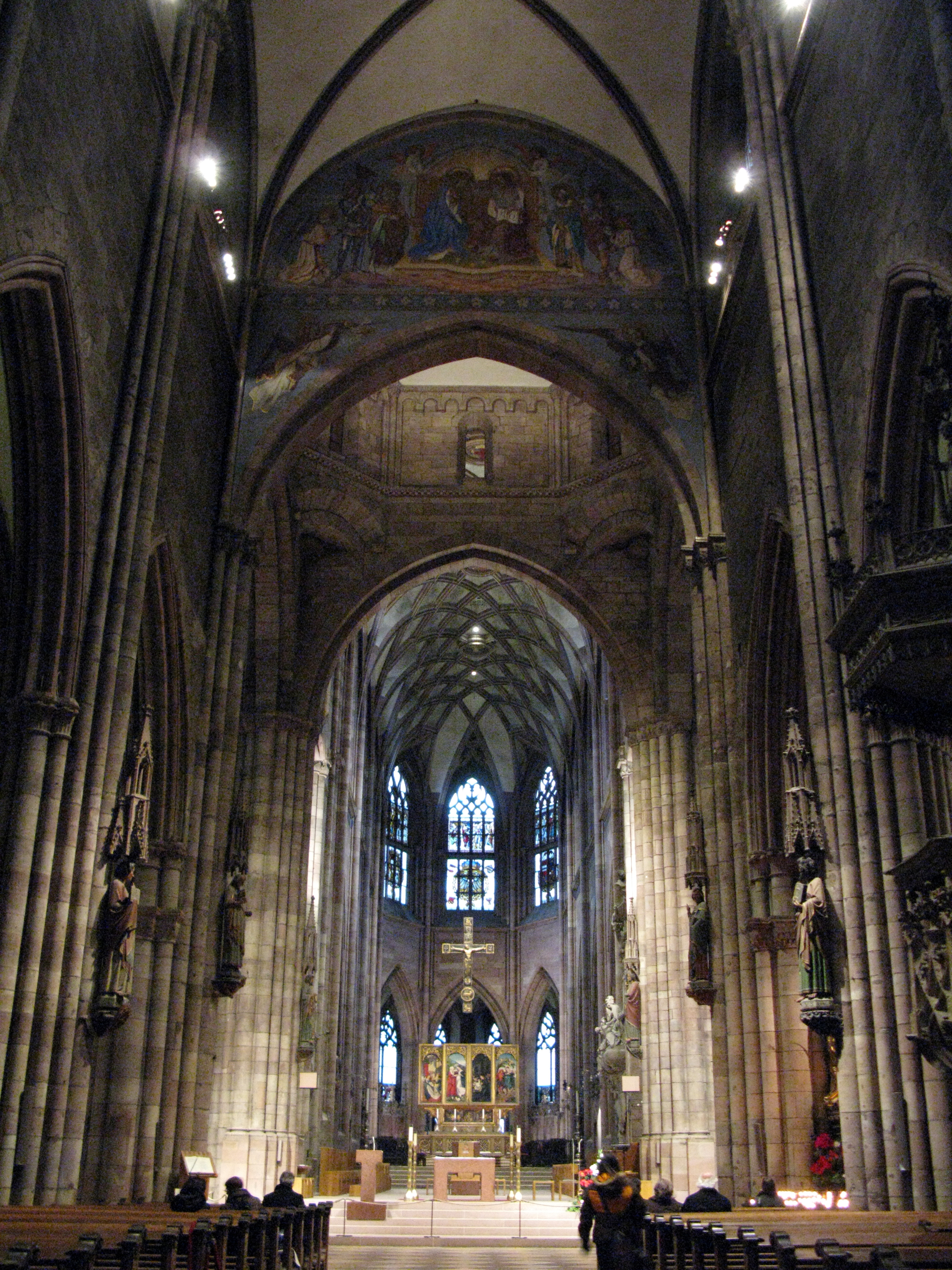
Cattedrale di Friburgo in Brisgovia, gotico di pietra senza triforio
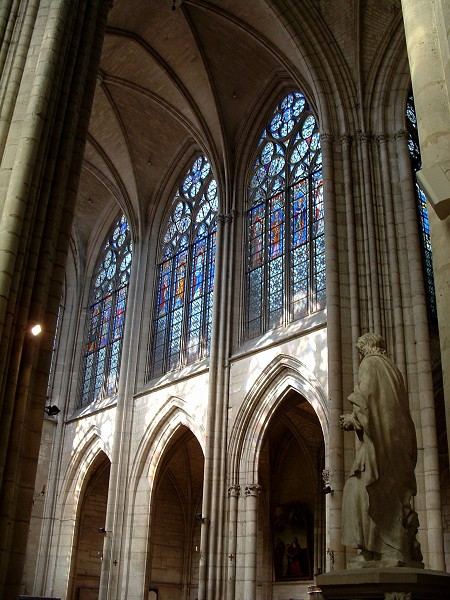
Basilica di Sant'Urbano, Troyes, Francia, gotico di pietra senza triforio
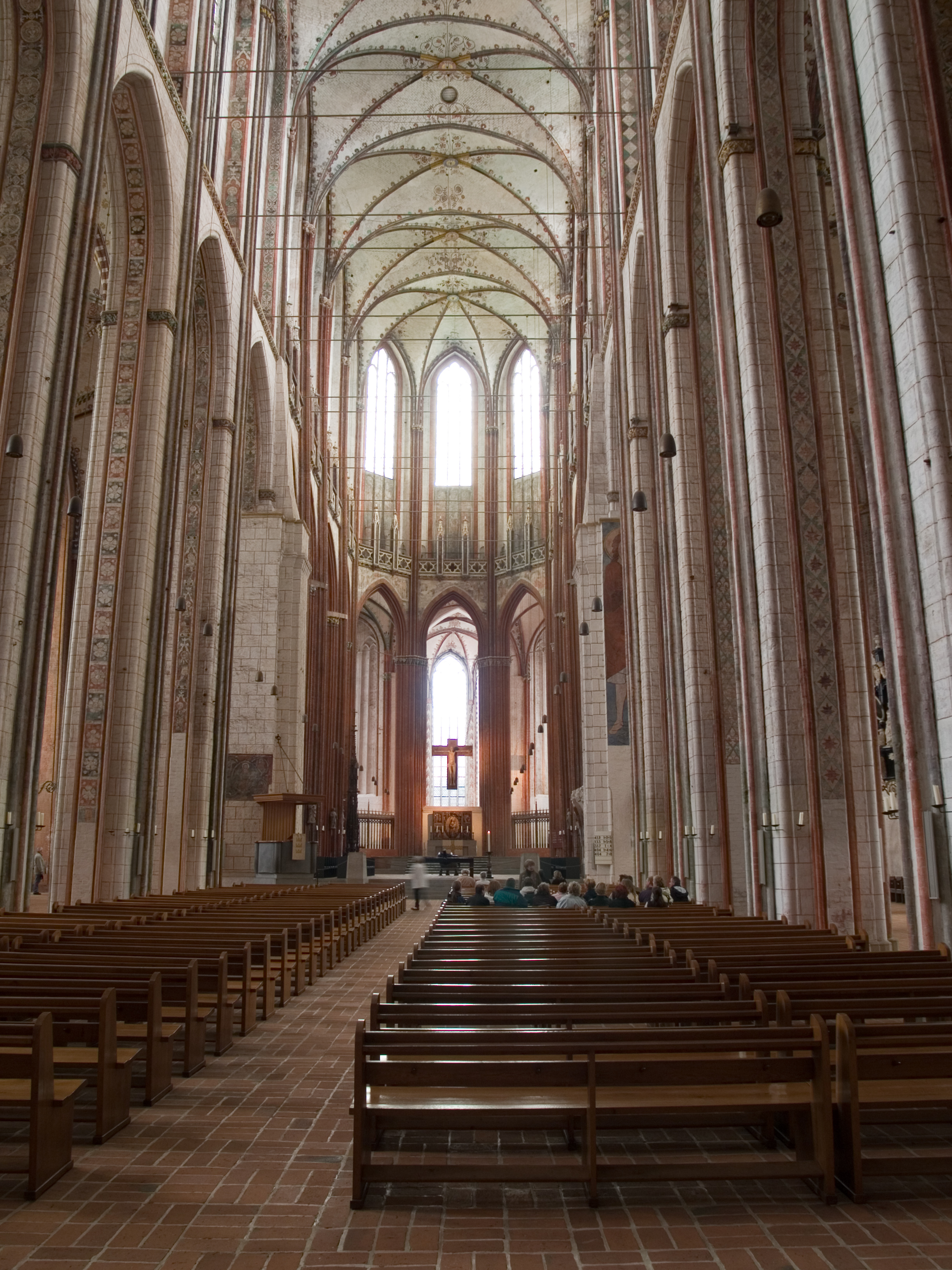
Santa Maria di Lubecca, gotico di laterizi senza triforio
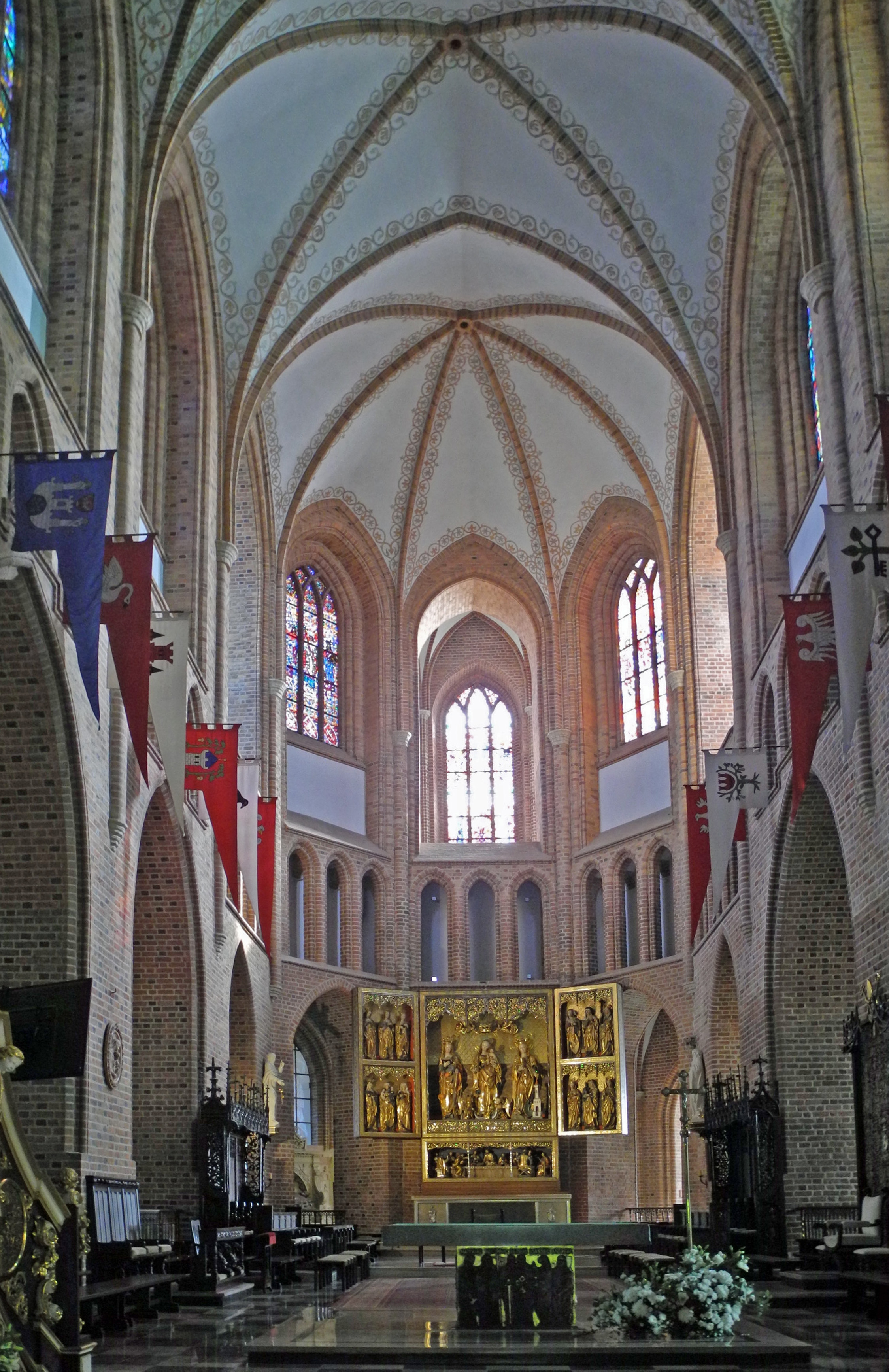
Cattedrale di Poznań, Polonia, gotico di laterizi con triforio

La Chiesa di Santa Maria di Lubecca venne ben presto ripresa da altre città del baltico, fino in epoca tardo gotica. Fra queste:
- La Chiesa di Santa Maria di Stralsund, dall'aspetto turrito con un corpo quadrato sul davanti, con quattro torrette laterali e grande torrione ottagonale al centro dotata di una guglia (l'attuale è settecentesca, in sostituzione della altissima guglia gotica). Molto originali sono le finestre del deambulatorio, dove in ciascuna parete del poligono se ne trovano due mezze e una intera.

- La chiesa di Santa Maria a Stargard, con deambulatorio e alte navate laterali, dipinta al suo interno con vivaci colori. In questa chiesa è presente un particolare decorativo che si trova anche nel duomo di Milano, la presenza di nicchie in alcuni pilastri del coro all'altezza dei capitelli.
- Altro edificio significativo è la Chiesa di Santa Maria di Danzica, anch'essa turrita, e centro focale e viario della città anseatica. La chiesa al suo interno ha una elaboratissima volta stellata.
- Chiesa di San Nicola di Stralsund.
- Chiesa di San Giacomo di Toruń.
- Chiesa di Santa Maria di Prenzlau.
- Chiesa di Santa Maria di Cracovia.

## Architettura secolare

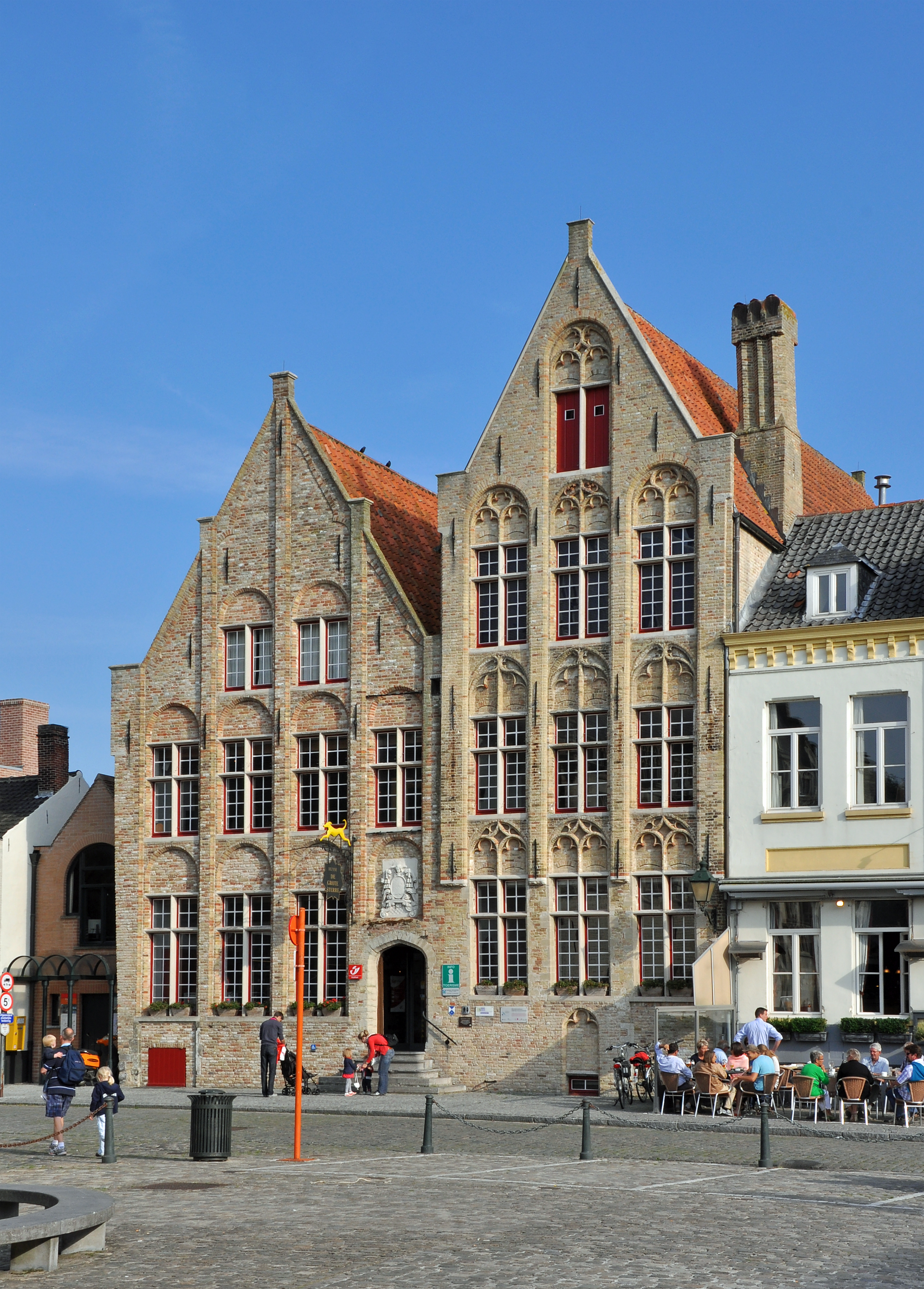
Huis De Grote Sterre (Ca' della stella grande), Damme, Belgio, laterizio giallo

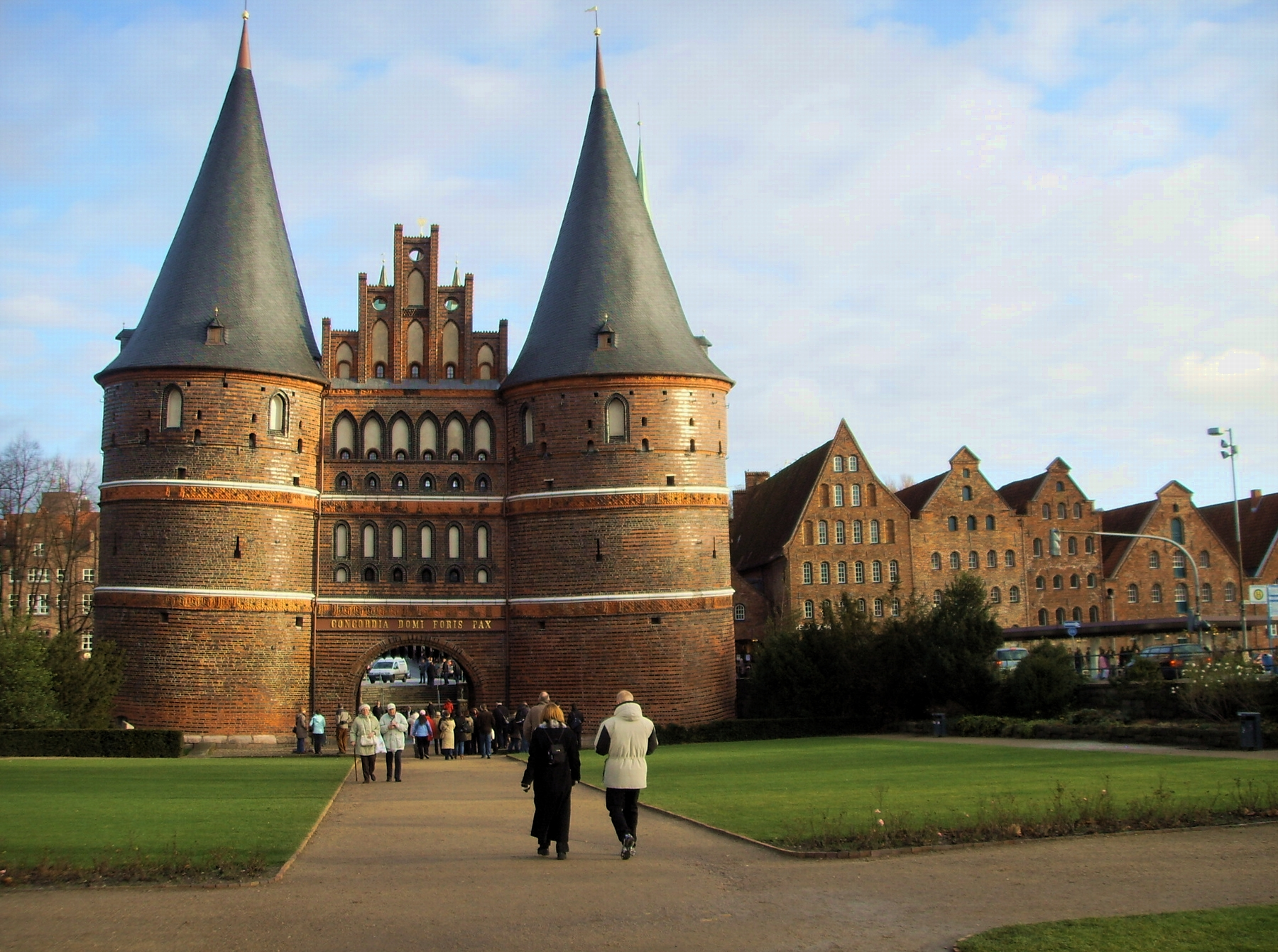
Lubecca: Holstentor (porta urbana occidentale) e Salzspeicher (Magazzini del Sale)
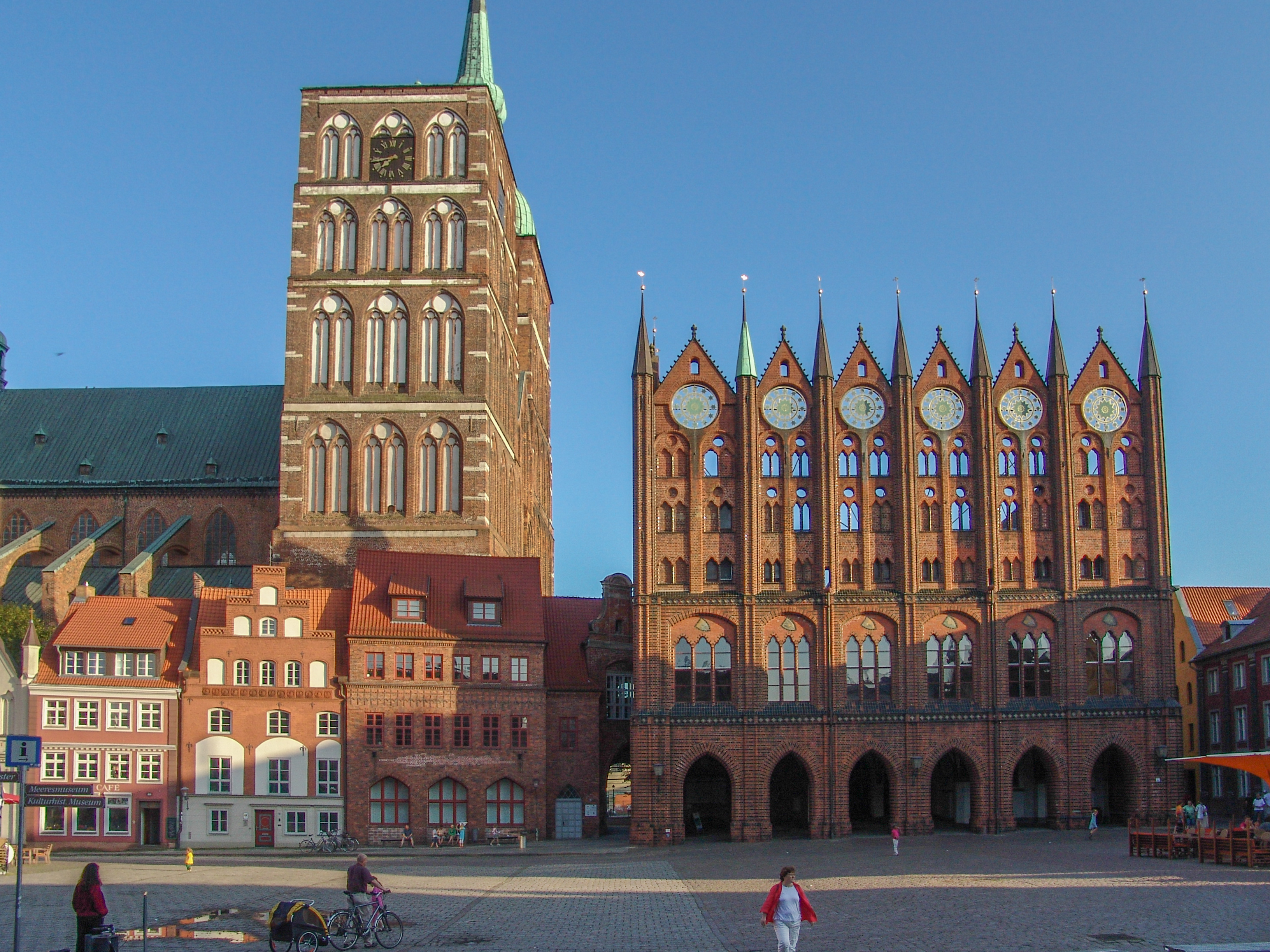
Municipio di Stralsund e le torri gemelli della chiesa di San Nicola
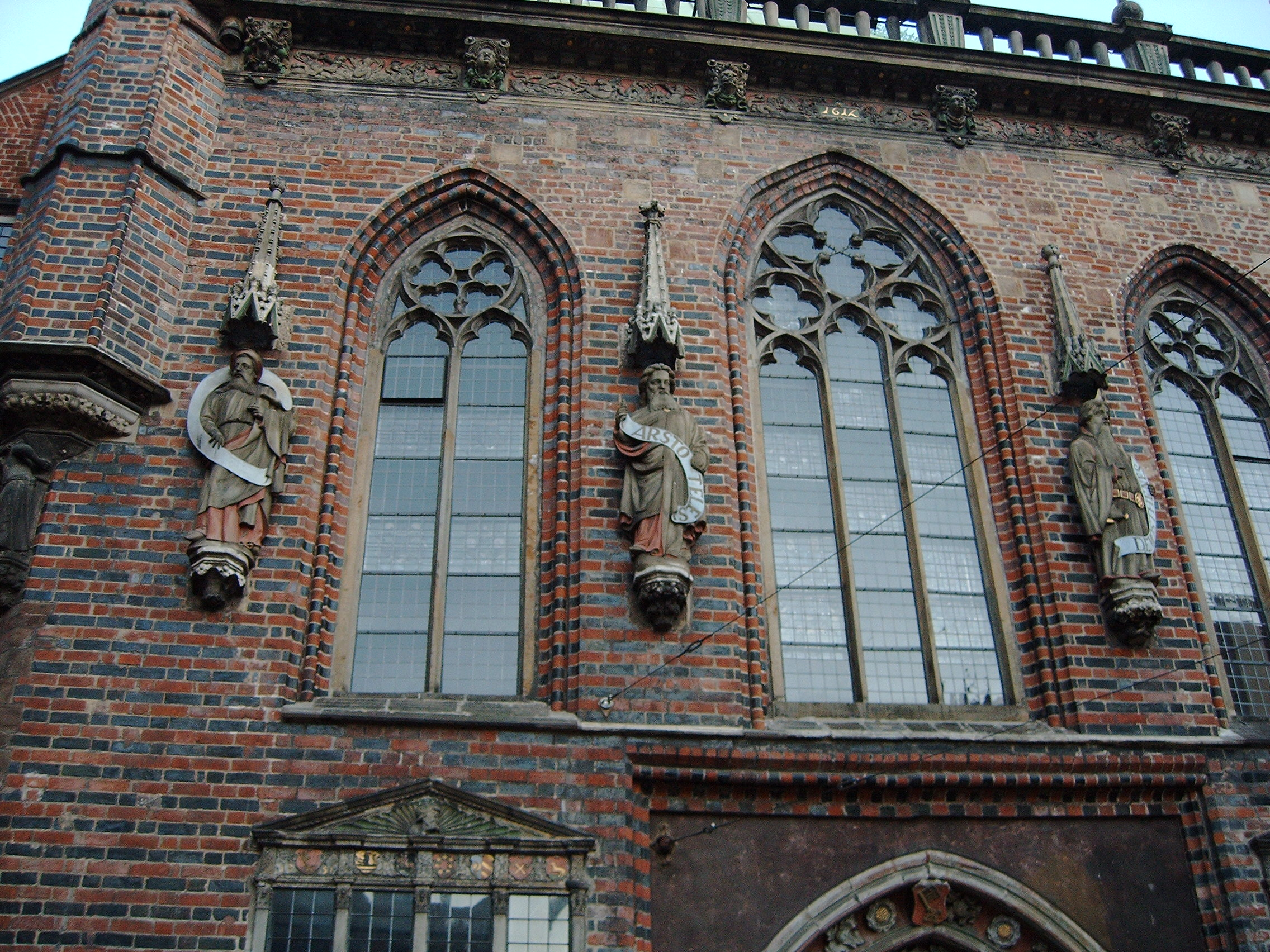
Facciata gotica del Municipio di Brema, mattoni rossi e neri, sculture d'arenaria

## Edifici con facciate a decorazioni in mattoni
Fra gli edifici più curiosi e per certi aspetti "anticlassici" di questa forma di architettura dei secoli dal XIII al XV sono da annoverare un gruppo di chiese e di edifici pubblici con fastose facciate in laterizio, in cui la decorazione assume uno sviluppo esuberante e fantasmagorico, attraverso l'utilizzo del mattone rosso scuro o di altri colori con inserti in intonaco chiaro per creare contrasto e di figurazioni geometriche astratte. Spesso lo sviluppo decorativo di questi edifici è tale da non avere più nessun rapporto con l'interno, al punto da diventare quasi uno schermo sovrapposto al corpo dell'edificio. L'architetto più noto dell'area baltica fra Trecento e Quattrocento è Heinrich Brunsberg, che sviluppò il tema della decorazione in cotto in modo virtuosistico.

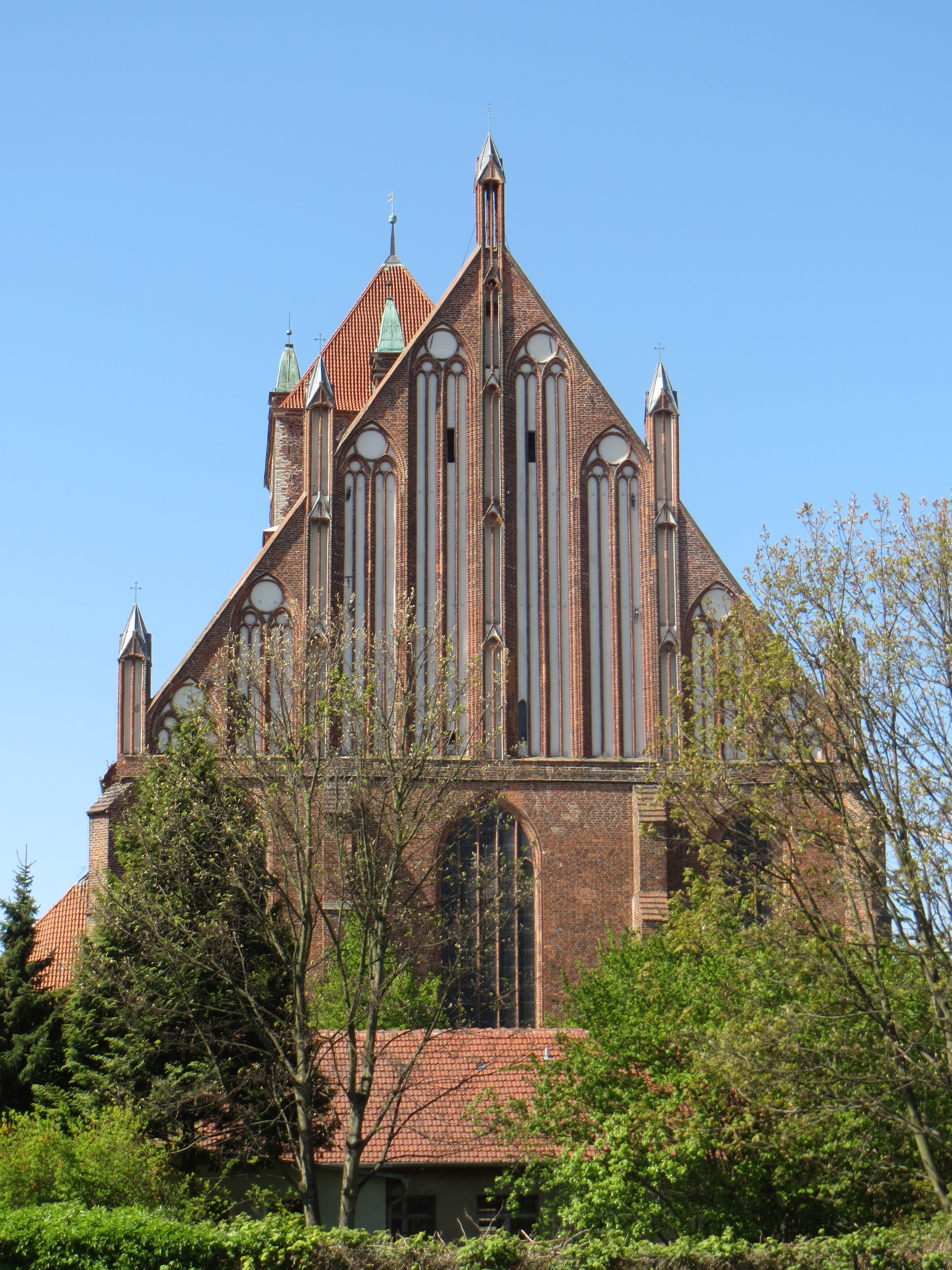
La chiesa di Santa Maria a Greifswald, laterizio rosso con nicchie intonacate
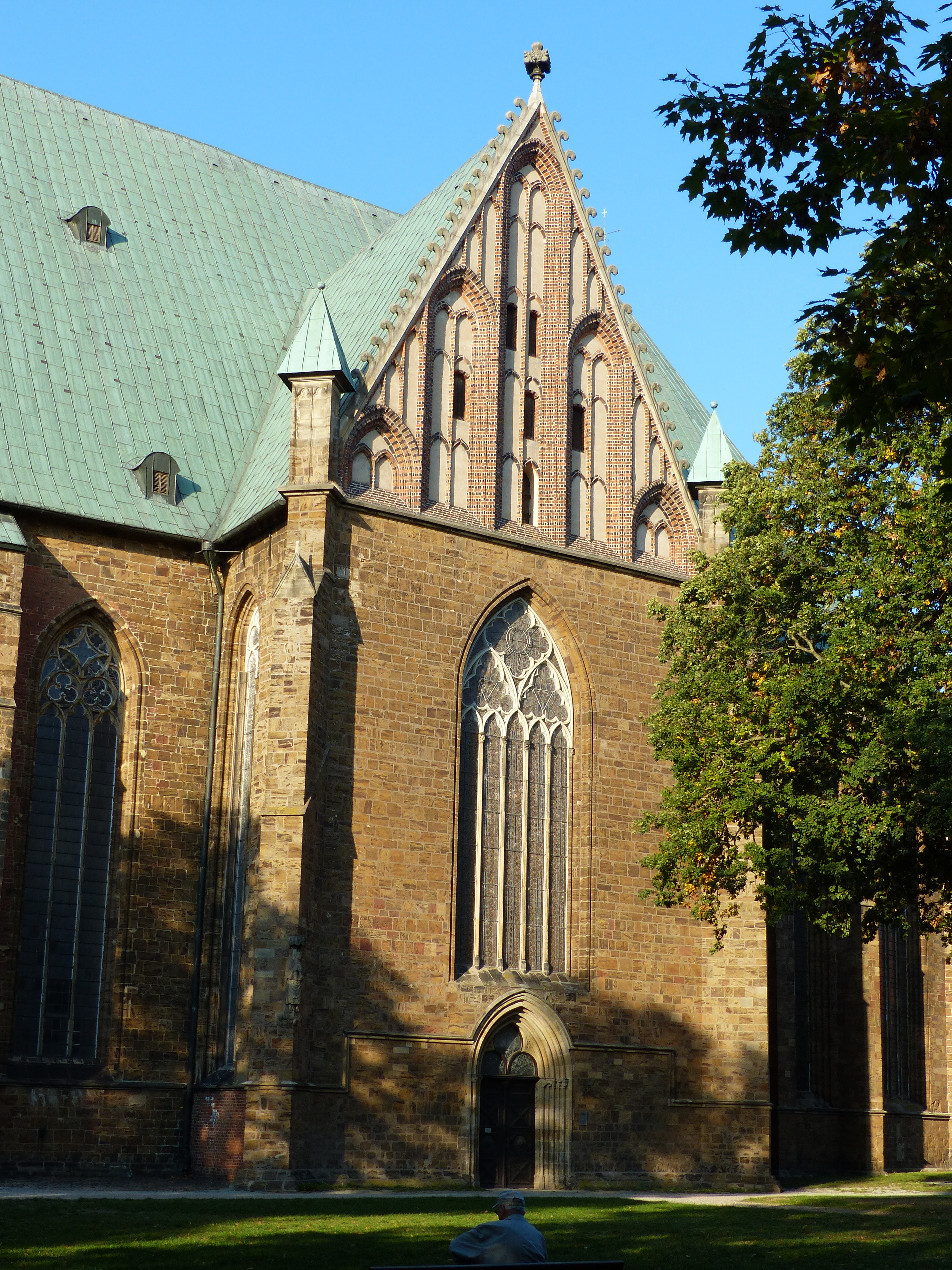
Duomo di Verden, laterizio bicolore con nicchie intonacate, arenaria con gattoni, portale di calcare
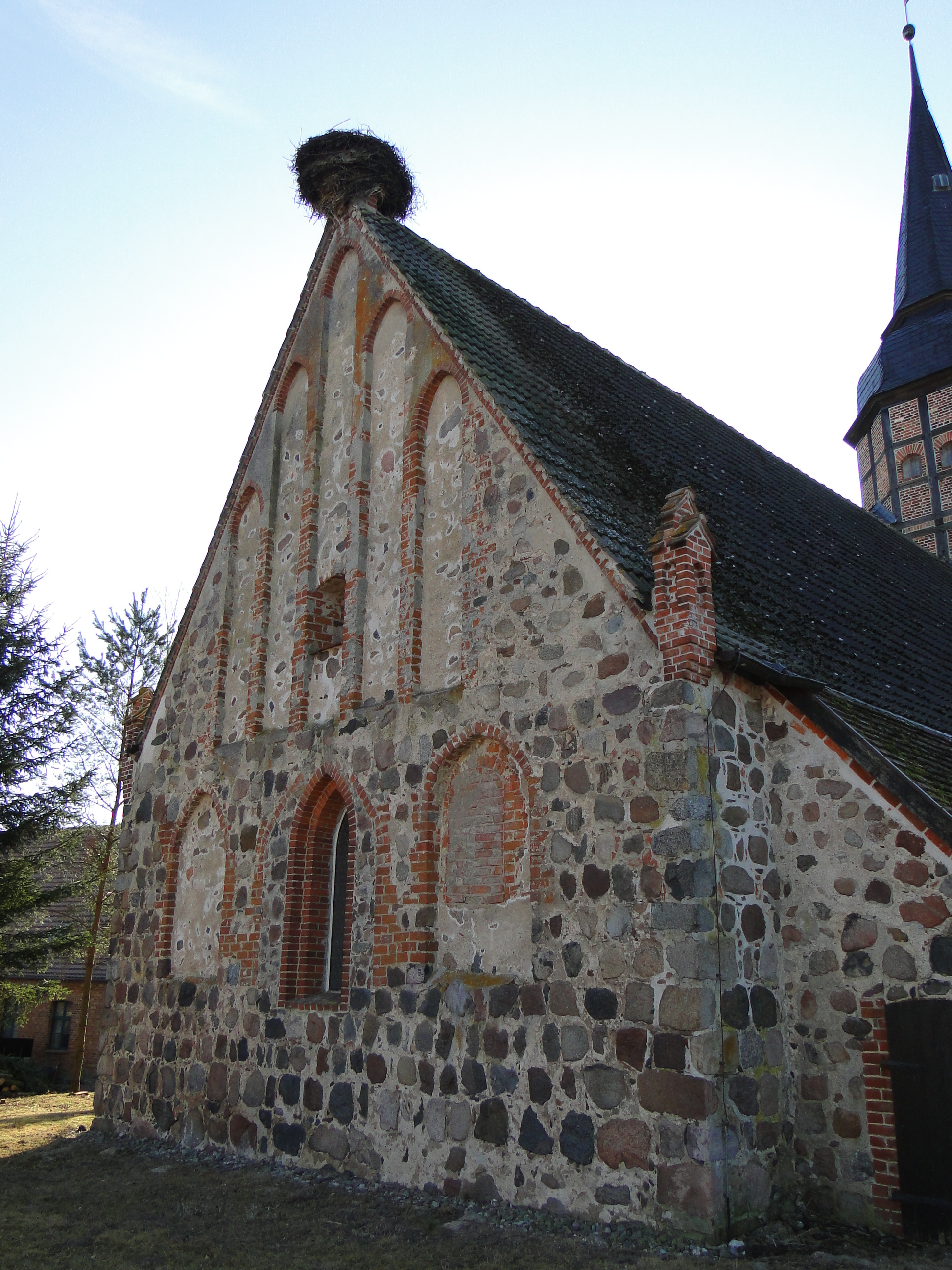
Chiesa del paese di Hinrichshagen, terra dei laghi del Meclemburgo, lapidi raccogliete con laterizio
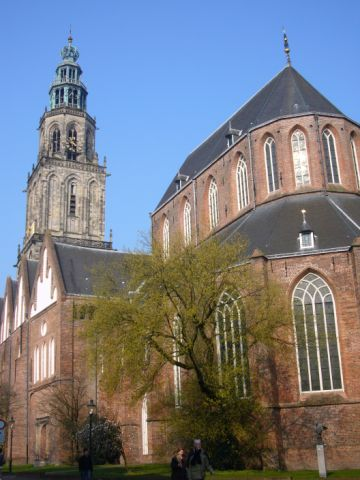
La Chiesa di San Martino di Groninga, Paesi Bassi
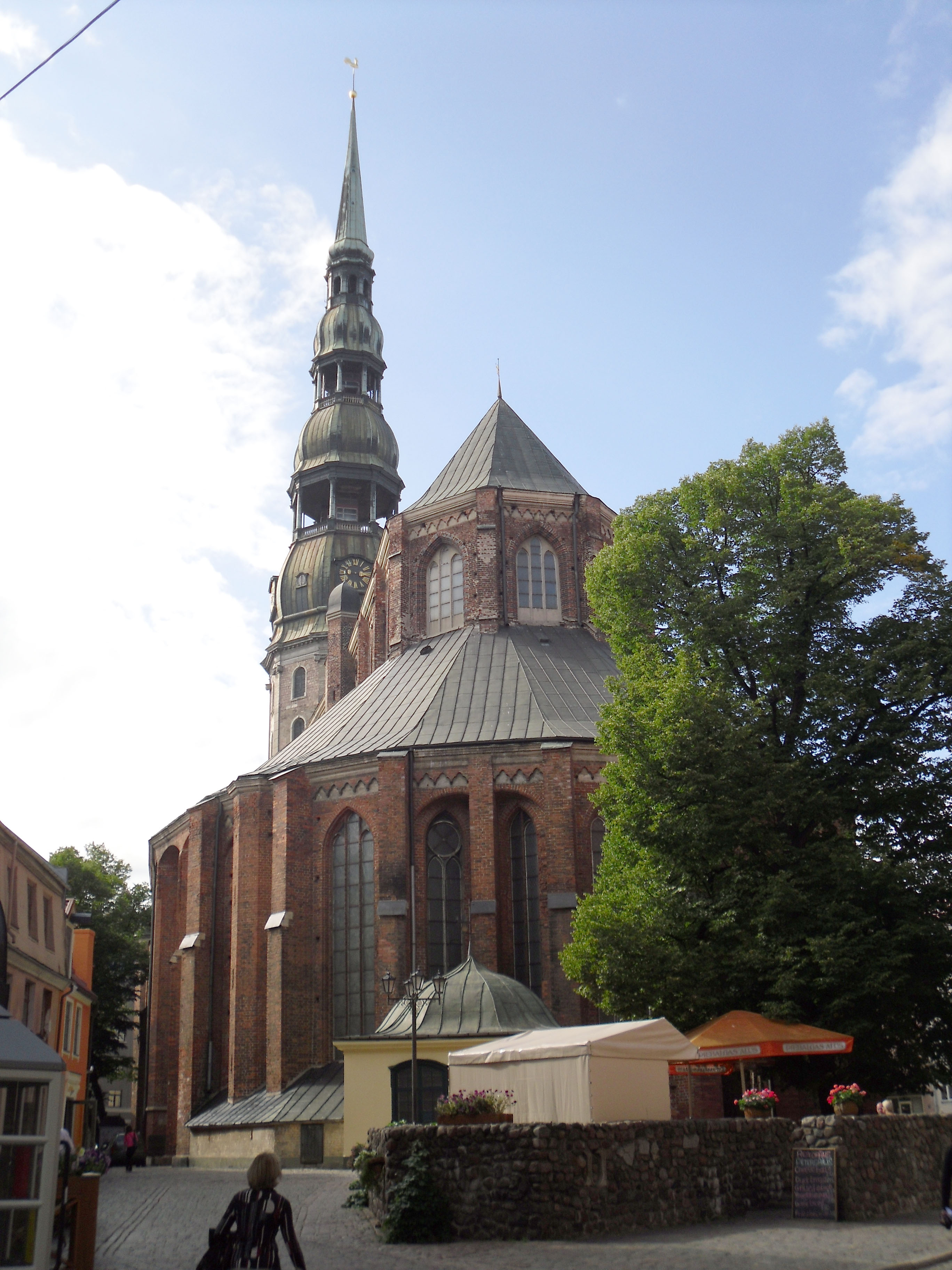
La chiesa di San Pietro a Riga, Lettonia

Fra gli esempi più notevoli di questa architettura:
- La Holstentor a Lubecca
- La chiesa abbaziale cistercense di Chorin
- La chiesa di Santa Maria di Prenzlau
- Il Municipio di Breslavia
- Il Municipio di Stralsund
- La Duomo di Bad Doberan
- La Porta Nuova di Neubrandenburg
- La chiesa di Santa Caterina a Brandeburgo sulla Havel
- Il municipio di Tangermünde